# Queralbs
Queralbs település Spanyolországban, Girona tartományban. Queralbs Setcases, Vilallonga de Ter, Pardines, Ribes de Freser, Planoles, Valcebollère, Err, Llo, Eyne és Fontpédrouse községekkel határos. Lakosainak száma 206 fő (2024).

## Népesség
A település népessége az elmúlt években az alábbi módon változott:
| Lakosok száma | 420  | 536  | 489  | 393  | 200  | 198  | 199  | 182  | 191  | 206  |
|               | 1717 | 1887 | 1936 | 1960 | 1986 | 2004 | 2009 | 2014 | 2019 | 2024 |